# Густав Шведский (герцог)
Франц Густав Оскар Шведский и Норвежский (швед. Frans Gustaf Oscar av Sverige och Norge; 18 июня 1827 — 24 сентября 1852) — принц шведский и норвежский, герцог Уппландии, сын короля Оскара I и Жозефины Лейхтенбергской, композитор, музыкант и художник.

## Биография
Густав родился 18 июня 1827 года во дворце Хага. Он был вторым сыном в семье кронпринца шведского и норвежского Оскара и его жены Жозефины Лейхтенбергской. Новорождённый имел старшего брата Карла, а затем появились и младшие — Оскар и Август и сестра Евгения.
Все дети воспитывались в духе строгого лютеранства, несмотря на то, что мать была католичкой. Они получали образование в королевском дворце под присмотром преподавателей, которых она подбирала. После этого Густав с братьями посещал Уппсальский университет. Там у них было своё место, так называемый «Принс-холл». Также учился в университете Христиании. Принц Густав всю жизнь проявлял большой интерес к истории своей страны и искусства. Был канцлером Шведской Королевской Академии художеств. Любил рисовать и прежде всего стал известен в области музыки. Из всей семьи Бернадотов один имел яркий музыкальный талант. Имел даже прозвище «Поющий принц» («Sångarprinsen»). Он стал членом шведской академии музыки в 1844 году. Его учителем и образцом подражания был Адольф Фредрик Линдблад.
Из композиций принца, которые он печатал под псевдонимом G ****, сохранилось около пятидесяти, из них особой популярностью в Швеции до сих пор пользуются «Песня студентов» (швед. Studentsången) и «Весенняя песня» (швед. Vårsång), обе на слова Германа Сатерберга. Также писал марши, романсы, песни и другие произведения для фортепиано. Ко всему прочему был ещё и замечательным пианистом и певцом. В университете часто пел с братьями квартетом, а также приглашал участвовать в них других студентов. По сообщениям свидетелей, имел очень красивый и лирический тенор.
11 февраля 1846 года Густав стал почётным членом Королевской академии наук.
В раннем возрасте вступил в армию. В 1850 году получил звание подполковника.
В феврале 1851 года его отец приобрел дворец Стёрнзунд и подарил его Густаву. Тот поручил куратору Нистрёму провести там капитальный ремонт. Считается, что в этом дворце принц написал несколько своих неизвестных произведений.
Густав совершил несколько путешествий по Швеции и Норвегии. В 1852 году он с сестрой и матерью сопровождал отца на лечение к целебным источникам Бад-Киссинген в Германии. Здоровье короля улучшилось, и в сентябре они отправились в обратный путь. От Христиании добирались добираться морем, но из-за сильного шторма корабль с королевской семьей оказался в Хамине. Когда Бернадоты наконец достигли норвежской столицы 16 сентября, принц был уже настолько истощён, что не мог самостоятельно передвигаться, и имел высокую температуру. Его доставили в королевский дворец, где он скоропостижно скончался через восемь дней после этого, как сообщалось, от брюшного тифа. Ему было 25 лет. Отец и сестра также заболели, но смогли выздороветь. Похоронен Густав был в своде под часовней Бернадотта в кирхе Риддархольмен.

## Память
В 1854 году в парке дворца Хага был установлен монумент принца Густава.
В 1927 году скульптор Карл Эльд создал статую принца, которая сейчас находится во дворе Уппсальского университета.
В 1944 году в прокат вышел фильм «Принц Густав», снятый Шамилем Бауманом. В главной роли — Альф Челлини.